# Nataniel (Soborow)
Nataniel, imię świeckie Nikołaj Iwanowicz Soborow (ur. 1824, zm. 6 kwietnia?/19 kwietnia 1907 w Moskwie) – rosyjski biskup prawosławny.

## Życiorys
Jego ojciec był protoprezbiterem eparchii riazańskiej. W 1851 Nikołaj Soborow ukończył Kijowską Akademię duchowną z tytułem magistra nauk teologicznych. W tym samym roku został zatrudniony w seminarium duchownym w Woroneżu. 15 marca 1852 złożył wieczyste śluby mnisze, przyjmując imię Nataniel. 25 marca tego samego roku został wyświęcony na hierodiakona, zaś 30 marca 1852 – na hieromnicha. Od 1858 do 1860 był inspektorem seminarium duchownego w Woroneżu, następnie od 1860 do 1862 pracował na analogicznym stanowisku w seminarium w Orle. W 1862 otrzymał godność archimandryty, został rektorem seminarium duchownego w Twerze i przełożonym Monasteru Chłopięcego (Otrocz).
15 sierpnia 1872 miała miejsce jego chirotonia na biskupa nowomyrhorodzkiego, wikariusza eparchii chersońskiej. W 1879 został biskupem archangielskim i chołmogorskim. Przeprowadził remonty kilku monasterów swojej eparchii, wzniósł pierwszą cerkiew na Nowej Ziemi i otworzył tam placówkę misyjną. Zreformował miejscowe żeńskie seminarium nauczycielskie, otwierał nowe cerkwie, a przy nich biblioteki i szkoły parafialne. Po trzech latach przeniesiony na katedrę pskowską i porchowską. W 1885, na własną prośbę, po raz drugi został mianowany ordynariuszem eparchii archangielskiej i chołmogorskiej. Kontynuował działalność misyjną wśród rdzennych ludów północnej Rosji, doprowadzając do przyjęcia prawosławia przez tysiące osób dotąd nieochrzczonych. Opracował atlas guberni archangielskiej, zaznaczając w nim parafie prawosławne i opisując wszystkie miejscowości. Zainicjował wydawanie pisma eparchialnego Archangielskije Jeparchialnyje Wiedomosti, w którym następnie wydrukował szereg swoich tekstów.
W 1890 przeniesiony w stan spoczynku, żył w monasterze Spaso-Sumorińskim w Totmie. W 1896 przeniesiony do monasteru Spaso-Andronikowskiego w Moskwie, na prawach przełożonego. Pozostając w stanie spoczynku, regularnie odprawiał nabożeństwa w różnych cerkwiach Moskwy, głosząc każdorazowo homilie. Zmarł w 1907.